# Ken (đơn vị)
Ken (間 (Gian)) là đơn vị đo chiều dài truyền thống của Nhật Bản, bằng sáu thước Nhật (shaku). Giá trị chính xác của đơn vị này đã biến đổi đi theo thời gian và vị trí, nhưng nhìn chung ngắn hơn 2 mét (6 ft 7 in) một chút. Ngày nay 1 gian được chuẩn hóa là 1,82 m.

Một điện thờ Phật bằng 5 gian

Mặc dù người ta phần nhiều dùng hệ mét thay thế, nhưng đơn vị này vẫn là một phép đo phổ biến trong kiến trúc Nhật Bản, nơi mà ken được dùng làm tỉ lệ cho khoảng cách giữa các cột nhà kiểu truyền thống. Đơn vị đo chiều dài này cũng xuất hiện trong nhiều ngữ cảnh khác, chẳng hạn như chiều dài tiêu chuẩn của bổng (棒 bō) trong võ thuật Nhật Bản và kích thước tiêu chuẩn của chiếu tatami. Vì chiếu được dùng để trải sàn hầu hết các ngôi nhà Nhật Bản, nên bề mặt sàn vẫn thường được đo không phải bằng mét vuông mà bằng "tatami" tương đương với một nửa gian vuông.

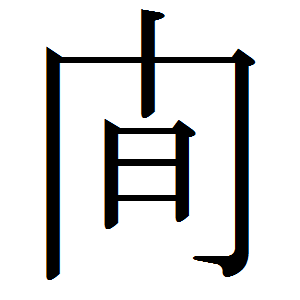
Lược tự của chữ 間 (môn) trong tiếng Nhật

## Lịch sử

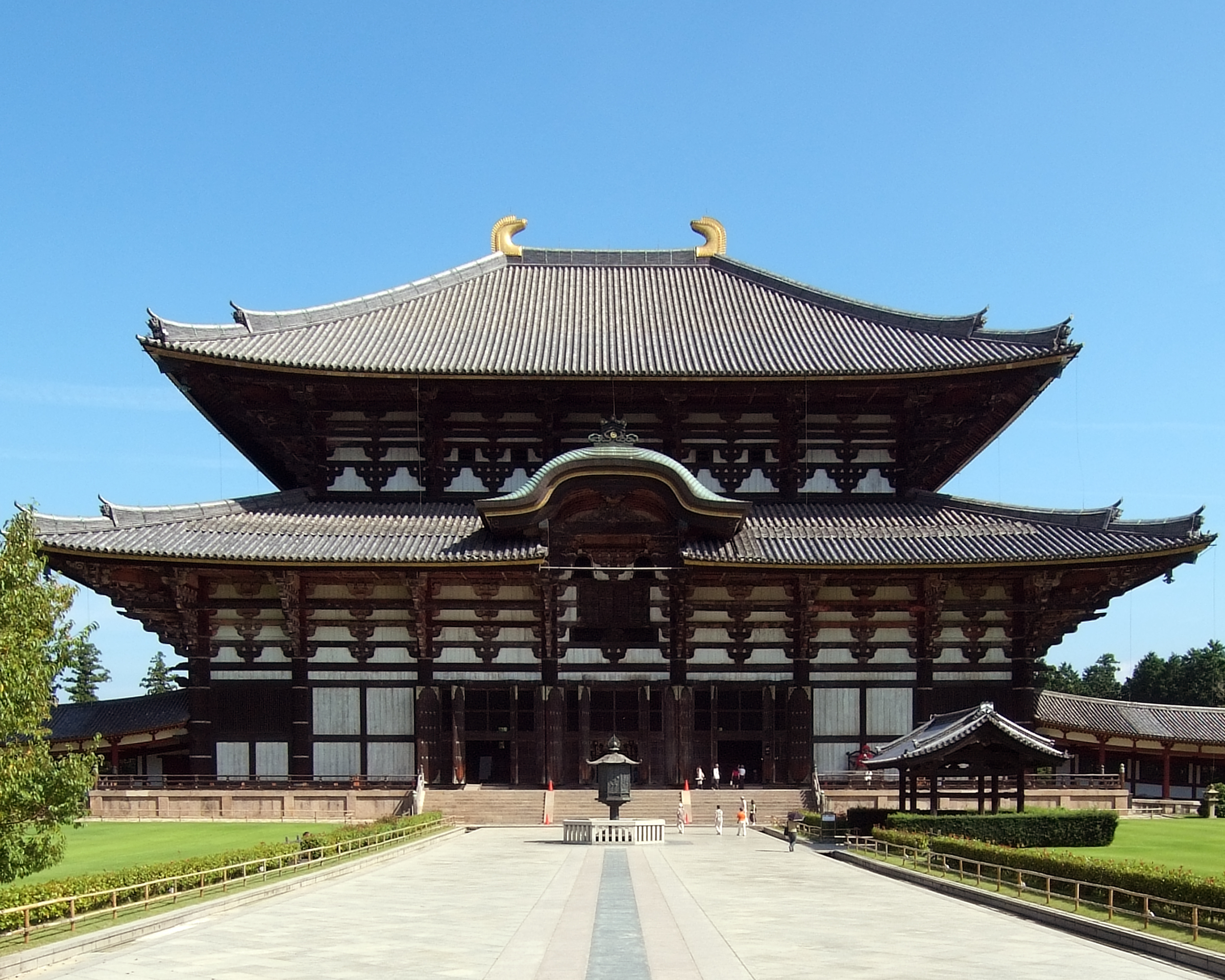
Tōdai-ji's Kon-dō's facade is 7 ken across

Ken dựa trên jian của Trung Quốc. Chữ Hán để viết ken cũng giống như đơn vị kan của Hàn Quốc.
Tỉ lệ của nhà cửa được đo bằng gian, ví dụ như Konponchū-dō (tức Chính điện) của Duyên Lịch tự, có kích thước 37,60 m × 23,92 m, trong đó có một khoảng 11×4 dành riêng cho người thờ cúng. Bên trong nhà, không gian có sẵn thường được chia thành nhiều ô vuông có kích thước ngang một gian, mỗi ô vuông như vậy gọi là ma (間), từ này viết bằng Hán tự giống hệt như ken. Nhà truyền thống thường có lượng ô vuông là số lẻ, chẳng hạn như 3×3 hoặc 5×5. Một loại cổng vào đền gọi là lâu môn (楼門 rōmon) có thể có kích thước từ ô 5 × 2 đến ô 3 × 2 hay thậm chí là ô 1 × 1. Điện thờ Phật trong hình minh họa có kích thước bề ngoài là 5×5 gian, phần lõi rộng 3×3 gian (moya) của điện thờ có một lối đi rộng 1 gian bao xung quanh, gọi là hisashi (廂・庇 (sương)).
Giá trị của 1 gian có thể thay đổi từ nhà này sang nhà khác, nhưng trong cùng một cấu trúc thì giá trị thường giữ nguyên. Tuy nhiên vẫn có thể có ngoại lệ. Ví dụ như một số đại xã Thần đạo, kích thước bản điện (本殿 honden) nhỏ bé của Xuân Nhật đại xã là 1×1 tính bằng gian, nhưng là 1,9×2,6 tính bằng mét. Trong bản điện của Xuất Vân đại xã, một gian lại là 6,32 m (20,7 ft), to hơn nhiều so với giá trị tiêu chuẩn của nó.
Khoảng cách giữa các trụ cột đã được tiêu chuẩn hóa từ rất sớm và bắt đầu được người ta dùng như một đơn vị đo lường. Diện tích đất nói riêng đo bằng gian làm cơ sở. Đơn vị này ra đời xuất phát từ nhu cầu đo đạc diện tích đất để tính thuế. Vào thời Toyotomi Hideyoshi (thế kỉ 16) thì ken to khoảng 1,97 m (6,5 ft), nhưng vào khoảng năm 1650, Mạc phủ Tokugawa đã cho giảm xuống còn 1,818 m (5,96 ft) đặc biệt nhằm tăng thuế. Sau thời Giang Hộ, ken bắt đầu được gọi là kyōma (京間 (Kinh gian)).